# MINOR SCHOOL
MINOR SCHOOL(マイナースクール)は、2004年に結成された5人組日本のロックバンドである。通称・略称は主にマイスクが用いられる。

## メンバー
- Satoshi (サトシ) - 11月12日生 AB型 -

ボーカル担当。
父親の影響で幼少期にビートルズやウイングスを聴いて育った。ポール・マッカートニーから多大な影響を受けている。ブラックミュージックの女性シンガーを彷彿させるパワフルかつ繊細な歌声をしており、4オクターヴの声域を出すことができる。曲によってはギターを持つこともあり、ギターはSLIP!!社製のストラトキャスターモデルを使用している。LIVEパフォーマンスの向上のためランニングを行っており、フルマラソンに挑戦する事を公言している。ガンチャンとは小学1年生からの幼なじみである。
- ガンチャン - 7月4日生 B型 -

リーダー、ギター担当。
中学生の頃、SPEEDに会うためにギターを始めた。SPEEDに出会うまではプロレスラーや靴のデザイナーになるのが夢だった。幼少期に母親が聴いていたレッド・ツェッペリン、ディープ・パープルなどから影響を受けている。初期衝動を受けたバンドはメタリカとGOING STEADY。演奏中はブルースギタリストを彷彿させる顔の表情をしたり、身体をくねらせながらギターを弾くなど個性的なステージングをおこなっている。ステージングを観たFM802のDJ、吉村昌広がそのギター奏法をフラワーロック奏法と名付けた。ギターはSLIP!!社製のES-335モデル、テレキャスターモデルを使用している。定期的にMINOR SCHOOLのメールマガジン、「メルマガスクール!!」を配信している。Satoshiとは小学1年生からの幼なじみである。
- Masaya(マサヤ) - 4月17日生 A型 -

ベース担当。
ハットとメガネがトレードマーク。ニルヴァーナやNUMBER GIRLに影響を受けている。実家が囲碁屋を営んでおり、その囲碁屋でバンドのミーティングやレコーディングの一部がおこなわれており、度々メンバーのブログにも登場している。兄は専門学校でダンスの講師をしている。ベースはESP社製の5弦ベース、リッケンバッカー社製の4弦ベースを使用している。
- Kimito(キミト) - 11月19日生 A型 -

ドラム担当。
X JAPANのYOSHIKIに影響を受けドラムを始める。キーボード、ギター、ベースも演奏する事ができるマルチプレイヤーである。打ち込みを作る事を得意としている。過去にたこ焼き店で働いてい事がある。腕に定評があったためテレビ東京系列の人気番組「TVチャンピオン」からオファーを受けるも個人的理由で辞退した。日本の氏族、多賀氏の末裔である。
- 小林 ツヨシ(コバヤシ ツヨシ) - 9月24日生 A型 -

キーボード担当。
元々はジャズピアニストだったが、ボン・ジョヴィのギタリスト、リッチー・サンボラに影響を受けロックバンドでプレイしたいと思うようになった。編曲を得意としている。おいしいコーヒーを入れる事に絶対的な自信を持っている。かつて、アイリッシュ・パンクバンドのCLOVERSでサポートメンバー(アコーディオン)として活動していた。

## 来歴
- 2004年07月　結成。
- 2007年10月　FM802主催ミナミホイールに出演。(@OSAKA MUSEに出演)
- 2008年01月　1st mini album "WHITE"をリリース。

タワーレコード大阪3店舗、梅田マルビル店、梅田NU茶屋町、難波店にてインディーズウィークリーセールス1位を獲得する。
初の全国発売ながら、アルバム収録曲である"未来航年"が広島FMの人気番組「大窪茂樹の9ジラジ」の1月度エンディングテーマソングに選ばれた他、学生ギャッツビーCMコンテストでオリジナルソング賞を受賞する。
- 2008年05月　Ba,Hisashi脱退
- 2008年09月　大阪にて初のワンマンLIVEを開催。(＠心斎橋CLAPPER/SOLD OUT!)
- 2009年02月　サポートメンバーとして共に活動してきたBa,Masayaが正式加入。
- 2010年01月　LIVE会場限定 1st MAXI SINGLE をリリース。
- 2010年07月　MINOR SCHOOL、リアルグルーヴ、SUAL拳、共同主催「360°ROCK FESTA -サブロクフェスタ- vol.2」を開催。
- 2010年09月　MINOR SCHOOL、リアルグルーヴ、SUAL拳、共同主催「360°ROCK FESTA -サブロクフェスタ- vol.3」を開催。(@OSAKA RUIDO / SOLD OUT!)。LIVE会場限定 3rd MAXI SINGLE『BABY CRAZY』をリリース。
- 2010年12月　MINOR SCHOOL、リアルグルーヴ、SUAL拳、共同主催「360°ROCK FESTA -サブロクフェスタ- vol.4-サブロクフェスタ年末特別編3Days-」を開催。(アメリカ村 CLAPPER、OSAKA RUIDO、心斎橋 CLUB DROPにて３日間開催 / 全日程SOLD OUT!)。LIVE会場限定 4th MAXI SINGLE ※サブロクフェスタ限定シングル『Radical Mystery Night』をリリース。
- 2011年1月　サポートメンバーとして共に活動していたKey.小林ツヨシが正式加入。
- 2011年3月　MINOR SCHOOL、リアルグルーヴ、SUAL拳、共同主催「360°ROCK FESTA OSAKA Vol.5-サブロクフェスタ-」を開催。(@心斎橋BIG CAT / 584人を動員)
- 2011年5月　ワンマンライブを開催。(@心斎橋AVENUE A / SOLD OUT!) LIVE会場限定MINI ALBUM 『Singles』リリース。LIVE会場限定 5th MAXI SINGLE『ロミオ』リリース。
- 2011年7月　MINOR SCHOOL、リアルグルーヴ、SUAL拳、共同主催「360°ROCK FESTA OSAKA Vol.6 -サブロクフェスタ-」を開催。(@心斎橋CLUB QUATTRO / SOLD OUT!)
- 2011年09月　LIVE会場限定 6th MAXI SINGLE『誓いの唄』をリリース。
- 2011年10月　FM802主催ミナミホイールに出演。(@心斎橋BIG CATに出演)
- 2011年11月　ワンマンライブを開催。(@心斎橋BIG CAT / 530人を動員)
- 2012年06月　ZIP FM主催サカエスプリングに出演。(@上前津CLUB ZIONに出演)
- 2012年06月　ワンマンライブを開催。(@umeda AKASO)
- 2012年06月　2nd mini album "Band Creators"をリリース。
- 2012年06月　Kiss FM KOBE 89.9にてレギュラーラジオ番組「MUSIC APPLE」放送開始。（MINOR SCHOOLは第四日曜日を担当）
- 2012年09月　MINOR SCHOOL、リアルグルーヴ、SUAL拳、共同主催「360°ROCK FESTA OSAKA Vol.7 -サブロクフェスタ-」を開催。(@なんばHatch)
- 2012年10月　FM802主催ミナミホイールに出演。(@心斎橋BIG CATに出演)
- 2012年11月　東京都 渋谷 DESEOにて東京初ワンマンライブを開催。
- 2012年12月　大阪府 心斎橋BIG CATにてワンマンライブを開催。

現在は活動休止中。

## アートワーク、ファッション
- 会場限定 3rd MAXI SINGLE「BABY CRAZY」以降の、CDジャケットデザインやGOODSデザインはデザイナー・アパレルブランド"CUE(キュー)"によるものである。

CUE(キュー)＝彼らと親交の深い、元アンダーワールドのDARREN EMERSONを筆頭にObitalのPHIL HARTNOLLやDJ HELL等、世界各国のアーティストのデザイン等を手掛け、今期よりアパレルブランドとしてリリースし、BEAMSからリリースした手塚治虫とCUEのコラボレーションTシャツは大きな反響を呼んだ。
- LIVEではモード系メンズドメスティックブランド"hym"の衣装を着用している。

## 動画配信
- 俳優・プロデューサー・ディレクター・脚本・演出・映像作家のSoezimax(ソエジマックス)こと副島新五とのコラボレーションによるPVなどの動画配信を積極的に行っている。
- YouTube動画投稿をメインとして活動するインターネットコメディアン、MEGWINが代表を務めるMEGWINTVの社歌をカヴァーした動画がMEGWINTVにて配信され話題を呼んだ。

## ディスコグラフィ

### シングル
1. Dreamer (2010年07月09日) - 会場限定 2nd MAXI SINGLE
  1. Dreamer
  2. NEW WORLD
2. BABY CRAZY (2010年09月05日) - 会場限定 3rd MAXI SINGLE
  1. BABY CRAZY
  2. I want you back
3. Radical Mystery Night (2010年12月03日) - 会場限定 4th MAXI SINGLE（サブロクフェスタ限定シングル）
  1. Radical Mystery Night
4. ロミオ (2011年05月22日) - 会場限定 5th MAXI SINGLE
  1. ロミオ

  2. wannabe
5. 誓いの唄 (2011年09月10日) - 会場限定 6th MAXI SINGLE
  1. 誓いの唄

  2. SKY HIGH!!!!

  3. 妄想ラプソディ

### アルバム
|          | 発売日        | タイトル      | 規格品番  | 収録曲 | 備考               |
| -------- | ------------- | ------------- | --------- | --- | ------------------ |
| 1st mini | 2008年1月15日 | WHITE         | R3RCD-068 | 1. 未来航年 2. Let you fly 3. 戸惑い 4. BIRTH 5. ANY LONGER 6. image 7. 揺るぎないもの                           | LD&K Records       |
| 2nd mini | 2012年6月6日  | Band Creators | XQDR-1014 | 1. Wonderful World 2. C’mon! 3. Set you free 4. もしも逢えたな 5. 奇跡は君の中に 6. ゲームの名は誘惑 7. 誓いの唄 | SPACE SHOWER MUSIC |

## その他の活動

### ラジオ
- レギュターラジオ番組「MUSIC APPLE」－Kiss FM KOBE（2012年6月 - 、MINOR SCHOOLは第四日曜日を担当。）

## 主なライブ
- 2007年10月26日 - MINAMI WHEEL 2007
- 2010年01月17日 - 関西奏音祭
- 2011年10月15日 - MINAMI WHEEL 2011
- 2012年06月02日 - SAKAE SP-RING 2012
- 2012年08月12日 - GRINDHOUSE show ～I LOVE AWAODORI～
- 2012年09月09日 - 360°ROCK FESTA 2012
- 2012年10月12日 - MINAMI WHEEL 2012
- 2013年06月19日 - MUSIC APPLE LIVE 2013